# Wyścig Węgier WTCC 2013
Wyścig Węgier WTCC 2013 – czwarta runda World Touring Car Championship w sezonie 2013 i trzeci z kolei Wyścig Węgier. Rozegrał się on w dniach 4-5 maja 2013 na torze Hungaroring w Mogyoród na Węgrzech. W pierwszym wyścigu zwyciężył Yvan Muller z zespołu RML, a w drugim Robert Huff z ALL-INKL.COM Münnich Motorsport.

## Lista startowa
| Nr | Kierowca           | Zespół                               | Samochód             | Klasa |
| -- | ------------------ | ------------------------------------ | -------------------- | ----- |
| 1  | Robert Huff        | ALL-INKL.COM Münnich Motorsport      | SEAT León WTCC       |       |
| 3  | Gabriele Tarquini  | Castrol Honda World Touring Car Team | Honda Civic WTCC     | M     |
| 5  | Norbert Michelisz  | Zengő Motorsport                     | Honda Civic WTCC     | M     |
| 6  | Franz Engstler     | Liqui Moly Team Engstler             | BMW 320 TC           | Y     |
| 7  | Charles Ng         | Liqui Moly Team Engstler             | BMW 320 TC           | Y     |
| 8  | Michaił Kozłowskij | LADA Sport Lukoil                    | Łada Granta          | M     |
| 9  | Alex MacDowall     | Bamboo Engineering                   | Chevrolet Cruze 1.6T | Y     |
| 10 | James Thompson     | LADA Sport Lukoil                    | Łada Granta          | M     |
| 12 | Yvan Muller        | RML                                  | Chevrolet Cruze 1.6T |       |
| 14 | James Nash         | Bamboo Engineering                   | Chevrolet Cruze 1.6T | Y     |
| 15 | Tom Coronel        | ROAL Motorsport                      | BMW 320 TC           |       |
| 17 | Michel Nykjær      | Nika Racing                          | Chevrolet Cruze 1.6T | Y     |
| 18 | Tiago Monteiro     | Castrol Honda World Touring Car Team | Honda Civic WTCC     | M     |
| 19 | Fernando Monje     | Campos Racing                        | SEAT León WTCC       | Y     |
| 20 | Hugo Valente       | Campos Racing                        | SEAT León WTCC       | Y     |
| 22 | Tom Boardman       | Special Tuning Racing                | SEAT León WTCC       | Y     |
| 23 | Tom Chilton        | RML                                  | Chevrolet Cruze 1.6T |       |
| 25 | Mehdi Bennani      | Proteam Racing                       | BMW 320 TC           | Y     |
| 26 | Stefano D'Aste     | PB Racing                            | BMW 320 TC           | Y     |
| 37 | René Münnich       | ALL-INKL.COM Münnich Motorsport      | SEAT León WTCC       | Y     |
| 38 | Marc Basseng       | ALL-INKL.COM Münnich Motorsport      | SEAT León WTCC       |       |
| 55 | Darryl O’Young     | ROAL Motorsport                      | BMW 320 TC           | Y     |
| 73 | Fredy Barth        | Wiechers-Sport                       | BMW 320 TC           | Y     |
| 74 | Pepe Oriola        | Tuenti Racing Team                   | SEAT León WTCC       |       |
| Nr | Kierowca           | Zespół                               | Samochód             | Klasa |

| Symbol | Klasa                                   |
| ------ | --------------------------------------- |
| M      | Producent (Manufacturers' Championship) |
| Y      | Niezależny (Yokohama Trophy)            |

## Wyniki

### Sesje treningowe
| Sesja | Nr | Kierowca          | Zespół                               | Samochód             | Czas     | Okr. |
| ----- | -- | ----------------- | ------------------------------------ | -------------------- | -------- | ---- |
| 1     | 3  | Gabriele Tarquini | Castrol Honda World Touring Car Team | Honda Civic WTCC     | 1:54.889 | 11   |
| 2     | 12 | Yvan Muller       | RML                                  | Chevrolet Cruze 1.6T | 1:54.704 | 11   |

### Kwalifikacje
| Poz.    | Nr      |         | Kierowca           | Zespół                               | Samochód             | Q1       | Q2       | Poz. s. R1 | Poz. s. R2 | Pkt     |
| II etap | II etap | II etap | II etap            | II etap                              | II etap              | II etap  | II etap  | II etap    | II etap    | II etap |
| ------- | ------- | ------- | ------------------ | ------------------------------------ | -------------------- | -------- | -------- | ---------- | ---------- | ------- |
| 1       | 12      |         | Yvan Muller        | RML                                  | Chevrolet Cruze 1.6T | 1:54,173 | 1:53,426 | 1          | 9          | 5       |
| 2       | 5       |         | Norbert Michelisz  | Zengő Motorsport                     | Honda Civic WTCC     | 1:54,397 | 1:53,806 | 2          | 8          | 4       |
| 3       | 3       |         | Gabriele Tarquini  | Castrol Honda World Touring Car Team | Honda Civic WTCC     | 1:54,076 | 1:53,953 | 3          | 7          | 3       |
| 4       | 18      |         | Tiago Monteiro     | Castrol Honda World Touring Car Team | Honda Civic WTCC     | 1:54,546 | 1:54.048 | 4          | 20         | 2       |
| 5       | 15      |         | Tom Coronel        | ROAL Motorsport                      | BMW 320 TC           | 1:54,657 | 1:54,077 | 5          | 6          | 1       |
| 6       | 23      |         | Tom Chilton        | RML                                  | Chevrolet Cruze 1.6T | 1:54,490 | 1:54,181 | 6          | 5          |         |
| 7       | 14      | Y       | James Nash         | Bamboo Engineering                   | Chevrolet Cruze 1.6T | 1:54,767 | 1:54,270 | 7          | 4          |         |
| 8       | 1       |         | Robert Huff        | ALL-INKL.COM Münnich Motorsport      | SEAT León WTCC       | 1:54,193 | 1:54,380 | 8          | 3          |         |
| 9       | 25      | Y       | Mehdi Bennani      | Proteam Racing                       | BMW 320 TC           | 1:54,778 | 1:54,455 | 9          | 2          |         |
| 10      | 9       | Y       | Alex MacDowall     | Bamboo Engineering                   | Chevrolet Cruze 1.6T | 1:54,598 | 1:54,533 | 10         | 1          |         |
| 11      | 17      | Y       | Michel Nykjær      | Nika Racing                          | Chevrolet Cruze 1.6T | 1:54,652 | 1:54,972 | 11         | 10         |         |
| 12      | 73      | Y       | Fredy Barth        | Wiechers-Sport                       | BMW 320 TC           | 1:54,569 | 1:55,054 | 12         | 21         |         |
| I etap  |         |         |                    |                                      |                      |          |          |            |            |         |
| 13      | 74      |         | Pepe Oriola        | Tuenti Racing Team                   | SEAT León WTCC       | 1:54,851 | –        | 13         | 11         |         |
| 14      | 6       | Y       | Franz Engstler     | Liqui Moly Team Engstler             | BMW 320 TC           | 1:54,958 | –        | 14         | 12         |         |
| 15      | 26      | Y       | Stefano D'Aste     | PB Racing                            | BMW 320 TC           | 1:55,103 | –        | 15         | 13         |         |
| 16      | 10      |         | James Thompson     | LADA Sport Lukoil                    | Łada Granta          | 1:55,168 | –        | 16         | 22         |         |
| 17      | 55      | Y       | Darryl O’Young     | ROAL Motorsport                      | BMW 320 TC           | 1:55,229 | –        | 17         | 14         |         |
| 18      | 7       | Y       | Charles Ng         | Liqui Moly Team Engstler             | BMW 320 TC           | 1:55,283 | –        | 18         | 15         |         |
| 19      | 19      | Y       | Fernando Monje     | Campos Racing                        | SEAT León WTCC       | 1:55,299 | –        | 19         | 16         |         |
| 20      | 38      |         | Marc Basseng       | ALL-INKL.COM Münnich Motorsport      | SEAT León WTCC       | 1:55,452 | –        | 20         | 17         |         |
| 21      | 8       |         | Michaił Kozłowskij | LADA Sport Lukoil                    | Łada Granta          | 1:55,608 | –        | 21         | 18         |         |
| 22      | 20      | Y       | Hugo Valente       | Campos Racing                        | SEAT León WTCC       | 1:55,882 | –        | 22         | 23         |         |
| 23      | 37      | Y       | René Münnich       | ALL-INKL.COM Münnich Motorsport      | SEAT León WTCC       | 1:56,656 | –        | 23         | 19         |         |
|         | 22      | Y       | Tom Boardman       | Special Tuning Racing                | SEAT León WTCC       | [ 2 ]    | –        | 24         | 24         |         |

#### Warunki atmosferyczne[2]
| Temperatura toru      | 40 °C |
| Temperatura powietrza | 21 °C |
| Słońce                | tak   |
| Opady deszczu         | nie   |
| Sucho                 |       |

### Wyścig 1
| Poz.              | +/- | Nr |   | Kierowca           | Zespół                               | Samochód             | Okr. | Czas/Strata | Pkt. | Komentarz |
| ----------------- | --- | -- | - | ------------------ | ------------------------------------ | -------------------- | ---- | ----------- | ---- | --------- |
| 1                 |     | 12 |   | Yvan Muller        | RML                                  | Chevrolet Cruze 1.6T | 12   | 23:17,125   | 25   |           |
| 2                 |     | 5  |   | Norbert Michelisz  | Zengő Motorsport                     | Honda Civic WTCC     | 12   | +0,617      | 18   |           |
| 3                 |     | 3  |   | Gabriele Tarquini  | Castrol Honda World Touring Car Team | Honda Civic WTCC     | 12   | +12,670     | 15   |           |
| 4                 | 3   | 1  |   | Robert Huff        | ALL-INKL.COM Münnich Motorsport      | SEAT León WTCC       | 12   | +13,573     | 12   |           |
| 5                 | 4   | 25 | Y | Mehdi Bennani      | Proteam Racing                       | BMW 320 TC           | 12   | +13,861     | 10   |           |
| 6                 | 1   | 15 |   | Tom Coronel        | ROAL Motorsport                      | BMW 320 TC           | 12   | +14,133     | 8    |           |
| 7                 | 1   | 23 |   | Tom Chilton        | RML                                  | Chevrolet Cruze 1.6T | 12   | +15,021     | 6    |           |
| 8                 | 2   | 9  | Y | Alex MacDowall     | Bamboo Engineering                   | Chevrolet Cruze 1.6T | 12   | +17,343     | 4    |           |
| 9                 | 2   | 14 | Y | James Nash         | Bamboo Engineering                   | Chevrolet Cruze 1.6T | 12   | +18,073     | 2    |           |
| 10                | 1   | 17 | Y | Michel Nykjær      | Nika Racing                          | Chevrolet Cruze 1.6T | 12   | +18,465     | 1    |           |
| 11                | 9   | 38 |   | Marc Basseng       | ALL-INKL.COM Münnich Motorsport      | SEAT León WTCC       | 12   | +23,782     |      |           |
| 12                | 10  | 20 | Y | Hugo Valente       | Campos Racing                        | SEAT León WTCC       | 12   | +28,395     |      |           |
| 13                | 1   | 6  | Y | Franz Engstler     | Liqui Moly Team Engstler             | BMW 320 TC           | 12   | +29,116     |      |           |
| 14                | 1   | 26 | Y | Stefano D'Aste     | PB Racing                            | BMW 320 TC           | 12   | +30,474     |      |           |
| 15                | 3   | 7  | Y | Charles Ng         | Liqui Moly Team Engstler             | BMW 320 TC           | 12   | +34,221     |      |           |
| 16                | 7   | 19 | Y | Fernando Monje     | Campos Racing                        | SEAT León WTCC       | 12   | +35,498     |      |           |
| 17                | 4   | 8  |   | Michaił Kozłowskij | LADA Sport Lukoil                    | Łada Granta          | 12   | +39,708     |      |           |
| 18                | 5   | 37 | Y | René Münnich       | ALL-INKL.COM Münnich Motorsport      | SEAT León WTCC       | 12   | +44,193     |      |           |
| Niesklasyfikowani |     |    |   |                    |                                      |                      |      |             |      |           |
|                   |     | 55 | Y | Darryl O’Young     | ROAL Motorsport                      | BMW 320 TC           | 5    |             |      |           |
|                   |     | 22 | Y | Tom Boardman       | Special Tuning Racing                | SEAT León WTCC       | 3    |             |      |           |
|                   |     | 18 |   | Tiago Monteiro     | Castrol Honda World Touring Car Team | Honda Civic WTCC     | 1    |             |      |           |
|                   |     | 73 | Y | Fredy Barth        | Wiechers-Sport                       | BMW 320 TC           | 1    |             |      |           |
|                   |     | 74 |   | Pepe Oriola        | Tuenti Racing Team                   | SEAT León WTCC       | 0    |             |      |           |
|                   |     | 10 |   | James Thompson     | LADA Sport Lukoil                    | Łada Granta          | 0    |             |      |           |

#### Najszybsze okrążenie
| Nr | Kierowca    | Zespół | Samochód             | Czas     | Okr. |
| -- | ----------- | ------ | -------------------- | -------- | ---- |
| 12 | Yvan Muller | RML    | Chevrolet Cruze 1.6T | 1:55,801 | 4    |

#### Warunki atmosferyczne[2]
| Temperatura toru      | 45 °C |
| Temperatura powietrza | 23 °C |
| Słońce                | tak   |
| Opady deszczu         | nie   |
| Sucho                 |       |

### Wyścig 2
| Poz.              | +/- | Nr |   | Kierowca           | Zespół                               | Samochód             | Okr. | Czas/Strata | Pkt. | Komentarz |
| ----------------- | --- | -- | - | ------------------ | ------------------------------------ | -------------------- | ---- | ----------- | ---- | --------- |
| 1                 | 2   | 1  |   | Robert Huff        | ALL-INKL.COM Münnich Motorsport      | SEAT León WTCC       | 14   | 29:35,871   | 25   |           |
| 2                 |     | 25 | Y | Mehdi Bennani      | Proteam Racing                       | BMW 320 TC           | 14   | +0,426      | 18   |           |
| 3                 | 2   | 9  | Y | Alex MacDowall     | Bamboo Engineering                   | Chevrolet Cruze 1.6T | 14   | +4,043      | 15   |           |
| 4                 |     | 14 | Y | James Nash         | Bamboo Engineering                   | Chevrolet Cruze 1.6T | 14   | +4,465      | 12   |           |
| 5                 | 4   | 12 |   | Yvan Muller        | RML                                  | Chevrolet Cruze 1.6T | 14   | +4,783      | 10   |           |
| 6                 |     | 15 |   | Tom Coronel        | ROAL Motorsport                      | BMW 320 TC           | 14   | +5,490      | 8    |           |
| 7                 | 2   | 23 |   | Tom Chilton        | RML                                  | Chevrolet Cruze 1.6T | 14   | +6,835      | 6    |           |
| 8                 |     | 5  |   | Norbert Michelisz  | Zengő Motorsport                     | Honda Civic WTCC     | 14   | +7,232      | 4    |           |
| 9                 | 1   | 17 | Y | Michel Nykjær      | Nika Racing                          | Chevrolet Cruze 1.6T | 14   | +8,413      | 2    |           |
| 10                | 4   | 55 | Y | Darryl O’Young     | ROAL Motorsport                      | BMW 320 TC           | 14   | +8.663      | 1    |           |
| 11                | 2   | 26 | Y | Stefano D'Aste     | PB Racing                            | BMW 320 TC           | 14   | +10,180     |      |           |
| 12                | 9   | 10 |   | James Thompson     | LADA Sport Lukoil                    | Łada Granta          | 14   | +14,305     |      |           |
| 13                | 7   | 18 |   | Tiago Monteiro     | Castrol Honda World Touring Car Team | Honda Civic WTCC     | 14   | +14,886     |      |           |
| 14                | 1   | 7  | Y | Charles Ng         | Liqui Moly Team Engstler             | BMW 320 TC           | 14   | +20,289     |      |           |
| 15                | 10  | 22 | Y | Tom Boardman       | Special Tuning Racing                | SEAT León WTCC       | 14   | +23.547     |      |           |
| 16                | 5   | 74 |   | Pepe Oriola        | Tuenti Racing Team                   | SEAT León WTCC       | 14   | +24,227     |      |           |
| 17                |     | 38 |   | Marc Basseng       | ALL-INKL.COM Münnich Motorsport      | SEAT León WTCC       | 14   | +25,395     |      |           |
| 18                | 2   | 19 | Y | Fernando Monje     | Campos Racing                        | SEAT León WTCC       | 14   | +26,536     |      |           |
| 19                | 4   | 20 | Y | Hugo Valente       | Campos Racing                        | SEAT León WTCC       | 14   | +31,352     |      |           |
| 20                | 2   | 8  |   | Michaił Kozłowskij | LADA Sport Lukoil                    | Łada Granta          | 14   | +32,330     |      |           |
| 21                | 3   | 37 | Y | René Münnich       | ALL-INKL.COM Münnich Motorsport      | SEAT León WTCC       | 14   | +32,710     |      |           |
| 22                | 1   | 73 | Y | Fredy Barth        | Wiechers-Sport                       | BMW 320 TC           | 11   | +3 okr.     |      |           |
| Niesklasyfikowani |     |    |   |                    |                                      |                      |      |             |      |           |
|                   |     | 3  |   | Gabriele Tarquini  | Castrol Honda World Touring Car Team | Honda Civic WTCC     | 0    |             |      |           |
|                   |     | 6  | Y | Franz Engstler     | Liqui Moly Team Engstler             | BMW 320 TC           | 0    |             |      |           |

#### Najszybsze okrążenie
| Nr | Kierowca    | Zespół                          | Samochód       | Czas     | Okr. |
| -- | ----------- | ------------------------------- | -------------- | -------- | ---- |
| 9  | Robert Huff | ALL-INKL.COM Münnich Motorsport | SEAT León WTCC | 1:56,408 | 5    |

#### Warunki atmosferyczne[2]
| Temperatura toru      | 44 °C |
| Temperatura powietrza | 26 °C |
| Słońce                | tak   |
| Opady deszczu         | nie   |
| Sucho                 |       |

## Klasyfikacja po rundzie

### Kierowcy
| Poz.              | +/- | Kierowca              | Starty | Punkty | P1 | P2 | P3 | PP | NO | NS | DK | NW |
| ----------------- | --- | --------------------- | ------ | ------ | -- | -- | -- | -- | -- | -- | -- | -- |
| 1                 |     | Yvan Muller           | 8      | 160    | 3  | 2  | –  | 1  | –  | –  | –  | –  |
| 2                 |     | Gabriele Tarquini     | 8      | 114    | 1  | 2  | 3  | –  | –  | –  | –  | –  |
| 3                 | 7   | Robert Huff           | 8      | 68     | 1  | -  | -  | -  | 1  | 1  | –  | –  |
| 4                 |     | Tom Chilton           | 8      | 67     | –  | 1  | 1  | –  | 2  | 2  | –  | -  |
| 5                 |     | James Nash            | 8      | 65     | 1  | –  | -  | –  | –  | –  | –  | –  |
| 6                 | 1   | Tom Coronel           | 8      | 64     | 1  | –  | –  | –  | 1  | 1  | –  | –  |
| 7                 | 4   | Michel Nykjær         | 8      | 60     | 1  | 1  | –  | –  | -  | –  | –  | –  |
| 8                 | 2   | Alex MacDowall        | 8      | 52     | –  | -  | 2  | –  | 1  | 1  | –  | –  |
| 9                 | 3   | Pepe Oriola           | 8      | 49     | 1  | –  | –  | –  | 1  | 1  | –  | –  |
| 10                | 2   | Norbert Michelisz     | 8      | 48     | –  | 1  | 1  | –  | –  | 1  | –  | -  |
| 11                | 3   | Tiago Monteiro        | 7      | 48     | –  | 1  | –  | –  | –  | 1  | –  | 1  |
| 12                | 2   | Mehdi Bennani         | 8      | 31     | –  | 1  | -  | –  | –  | –  | –  | –  |
| 13                | 2   | Marc Basseng          | 8      | 28     | –  | –  | –  | –  | –  | 1  | –  | –  |
| 14                | 1   | Franz Engstler        | 8      | 4      | –  | –  | –  | 1  | –  | –  | –  | –  |
| 15                |     | Darryl O’Young        | 8      | 4      | –  | –  | –  | –  | –  | 2  | –  | –  |
| 16                |     | Stefano D'Aste        | 8      | 2      | –  | –  | –  | –  | –  | –  | –  | –  |
| 17                |     | Fredy Barth           | 8      | 1      | –  | –  | –  | –  | –  | –  | –  | –  |
| 18                |     | James Thompson        | 6      | 1      | –  | –  | –  | –  | –  | 1  | –  | 2  |
| 19                |     | Charles Ng            | 8      | 1      | –  | –  | –  | 1  | –  | 1  | –  | –  |
| 20                |     | Fernando Monje        | 8      | 0      | –  | –  | –  | –  | –  | –  | –  | –  |
| 21                |     | Jean-Philippe Dayraut | 2      | 0      | –  | –  | –  | –  | –  | –  | –  | –  |
| 22                |     | Hugo Valente          | 2      | 0      | –  | –  | –  | –  | –  | –  | –  | –  |
| 23                | 1   | Michaił Kozłowskij    | 6      | 0      | –  | –  | –  | –  | –  | –  | –  | –  |
| 24                |     | Tom Boardman          | 6      | 0      | –  | –  | –  | –  | –  | 1  | –  | –  |
| 25                | 2   | René Münnich          | 8      | 0      | –  | –  | –  | –  | –  | –  | –  | 2  |
| Niesklasyfikowani |     |                       |        |        |    |    |    |    |    |    |    |    |
| –                 |     | Aleksiej Dudukało     | 0      | –      | –  | –  | –  | –  | –  | –  | –  | 2  |
| Poz.              | +/- | Kierowca              | Starty | Punkty | P1 | P2 | P3 | PP | NO | NS | DK | NW |

### Producenci
| Poz. | +/- | Producent | Starty | Punkty | P1 | P2 | P3 | PP | NO | NS | DK | NW |
| ---- | --- | --------- | ------ | ------ | -- | -- | -- | -- | -- | -- | -- | -- |
| 1    |     | Honda     | 8      | 332    | 1  | 3  | 3  | 2  | 1  | 3  | –  | 1  |
| 2    |     | Łada      | 6      | 179    | –  | –  | –  | –  | –  | 1  | –  | 4  |
| Poz. | +/- | Producent | Starty | Punkty | P1 | P2 | P3 | PP | NO | NS | DK | NW |